# Аласная
Аласная — река на полуострове Камчатка в России. Протекает по территории Усть-Камчатского района. Длина реки — 23 км.
Начинается на склоне горы Звериной, входящей в состав Восточного хребта. Течёт по горам в северном направлении, лишь при выходе на равнину поворачивая на запад. Впадает в реку Большая Хапица справа на расстоянии 51,2 км от её устья на высоте 47,1 метра над уровнем моря. В низовьях протекает через ольховый лес.
Основной приток — ручей Стланиковый, впадает справа.
По данным государственного водного реестра России относится к Анадыро-Колымскому бассейновому округу.
Код водного объекта — 19070000112120000017817